# Forever (canción de Chris Brown)
«Forever» —en español: «Por siempre»— es el quinto sencillo de Chris Brown por su segundo álbum de estudio, Exclusive. La música está presente en el relanzamiento del álbum, Exclusive: Forever Edition. Fue producido por Polow da Don.

## Video musical
El video fue filmado durante dos días en Los Ángeles, California. Fue dirigido por Joseph Kahn, y se estrenó en TRL el 1 de mayo de 2008.

## En otros medios
- Comfort Fedoke y Stephen "Twitch" Boss del programa de televisión realidad en EE. UU. y concurso de baile So You Think You Can Dance, bailó con "Forever" como parte de la competencia. Quest Crew y Cru SOREAL bailado esta canción en ABDC.
- Un video fue subido a YouTube que recibió atención de los medios, el uso de "Forever" como la canción a una marcha de la boda. El video, conocido como el vídeo de JK Wedding Entrance Dance, recibió más de 1,7 millones de visitas en sus primeros siete días. La popularidad del video provocó un resurgimiento de la canción, aterrizando de nuevo en la parte superior diez singles en iTunes. el 8 de marzo de 2012, el vídeo había recibido 73.434.228 visitas. Debido a las circunstancias de la canción en su vídeo de la boda (el incidente de Chris Brown y Rihanna), en su página web a la pareja en el video pidió que se hagan donaciones a la caridad violencia doméstica
- "Forever" fue utilizado en la versión estadounidense de The Office en la boda de Jim y Pam, como parte de homenaje del citado Wedding JK. Una vez más, causó la canción a moverse nuevamente dentro de los veinte primeros singles en iTunes.
- Andrew Garcia realizó una versión acústica de la canción en la noche desempeño Top 10 de American Idol. Eligió esto como su R&B/Soul selección canción. Su no-acústico completo de duración de la grabación de la canción fue lanzada en iTunes Store como "Forever (American Idol Studio Version) - Single" durante la marcha de la temporada y más tarde fue incluido como parte de la novena temporada de American Idol álbum que contó con la parte superior 10 finalistas.
- Esta canción, junto con "I Want to Take You Higher" de Sly & the Family Stone, "¡Yeah!" por Usher, y "Signed, Sealed, Delivered I'm Yours", de Stevie Wonder fue presentado en el "Joyful Noise", película con Dolly Parton, Angela Grovey, y DeQuina Moore cantando una parte de ella en "Higher Medley".

## Lista de canciones

### US Promo CD
1. "Forever" (Main) - 4:38
2. "Forever" (Instrumental) - 4:40

### UK & Ireland CD single
1. "Forever" (Main)
2. "Forever" (23 Deluxe Remix)

### Australian CD single
1. "Forever" (Main)
2. "Forever" (23 Deluxe Remix)
3. "Forever" (Cahill Club Mix)
4. "Forever" (Bobby Bass & J Remy Club Mix)
5. "Forever" (video)

## Posicionamiento en listas
| Listas (2008)                          | Mejor posición |
| -------------------------------------- | -------------- |
| Alemania (Offizielle Deutsche Charts)  | 20             |
| Australia (ARIA)                       | 7              |
| Austria (Ö3 Austria Top 40)            | 31             |
| Bélgica (Flandes) (Ultratop 50)        | 47             |
| Bélgica (Valonia) (Ultratop 50)        | 40             |
| Canadá (Canadian Hot 100)              | 2              |
| Dinamarca (Tracklisten)                | 17             |
| Estados Unidos (Billboard Hot 100)     | 2              |
| Estados Unidos (Hot R&B/Hip-Hop Songs) | 66             |
| Estados Unidos (Mainstream Top 40)     | 1              |
| European Hot 100                       | 12             |
| Francia (SNEP)                         | 25             |
| Irlanda (IRMA)                         | 1              |
| Japón (Japan Hot 100)                  | 88             |
| Nueva Zelanda (Recorded Music NZ)      | 1              |
| Países Bajos (Dutch Top 40)            | 24             |
| Reino Unido (UK Singles Chart)         | 4              |
| Suecia (Sverigetopplistan)             | 17             |
| Suiza (Schweizer Hitparade)            | 22             |